# Bad Griesbach im Rottal
Bad Griesbach là một đô thị ở huyện Passau bang Bayern thuộc nước Đức.

## Thành phố kết nghĩa
- Friesach, Áo